# میشل تر-بوغوسیان
میکاییل (میشل) تر-بوغوسیان ((به ارمنی: Մայքլ Տեր-Պողոսյան)؛ انگلیسی: Michel Mathew Ter-Pogossian زاده ۲۱ آوریل ۱۹۲۵ - درگذشته ۱۹ ژوئن ۱۹۹۶) یک فیزیک‌دان ارمنی-آمریکایی بود.
پدر توموگرافی گسیل پوزیترون (PET) که اجازه می‌دهد تا فعالیت متابولیکی ارگان‌ها و بافت‌های بدن ارزیابی شده و بیماری‌های گوناگونی تشخیص داده شوند.
او تحصیلات تکمیلی خود را زیر نظر آرتور کامپتون کار کرد و تقریبا باقی زندگانی خود را در همان دانشگاه واشنگتن در سنت لوییس سپری کرد.